# Entoloma sinuatum
Entoloma sinuatum là một loại nấm độc được tìm thấy trên khắp châu Âu và Bắc Mỹ. Một số sách hướng dẫn gọi nó bằng tên khoa học cũ của Entoloma lividum hoặc Rhodophyllus sinuatus. Là loài nấm lớn nhất của các loài nấm bào tử hồng gọi là Entoloma, nó cũng là loài điển hình. Xuất hiện vào cuối mùa hè và mùa thu, quả thể được tìm thấy trong rừng rụng lá trên đất sét hoặc đất bị phấn, hay công viên gần đó, đôi khi trong các hình thức của nấm tiên hoàn. Có hình dạng rắn, chúng giống thành viên của chi Tricholoma.
Mũ nấm có màu từ ngà đến nâu xám có kích thước lên đến 20 cm với rìa cuộn vào trong. Lá tia gợn sóng có màu nhạt và thường hơi vàng, trở thành màu hồng khi các bào tử phát triển. Thân nấm màu hơi trắng dày không có tầm hoàn.
Khi còn non, loài nấm này có thể bị nhầm lẫn với loài nấm ăn được St George (calocybe gambosa) hoặc (clitopilus prunulus). Loài nấm này đã gây ra nhiều trường hợp ngộ độc nấm ở châu Âu. E. sinuatum gây ra vấn đề chủ yếu là đường tiêu hóa, mặc dù nói chung không đe dọa tính mạng, nhưng chúng gây ra trạng thái rất khó chịu. Mê sảng và trầm cảm là di chứng hiếm. Nó thường không được coi là nguy hiểm, mặc dù một nguồn đã báo cáo các ca tử vong do ăn loại nấm này.